# Pierre de Rosteguy de Lancre
 (septembre 2016).
Pierre de Rosteguy de Lancre ou Pierre de Lancre, né en 1553 à Bordeaux et mort en 1631 à Loubens (Gironde), est un juriste et magistrat français, conseiller au Parlement de Bordeaux à partir de 1582, à l'époque où Montaigne est à deux reprises maire de la ville, conseiller d'État à partir de 1612.
Il est surtout connu en raison de la mission de chasse aux sorcières qu'il a conduite en 1609 dans la province du Labourd, au Pays basque, résultant en une répression importante.
Il est aussi l'auteur de textes philosophiques, ainsi que de textes issus de sa mission, qui relatent plusieurs traits attribués aux sorciers et sorcières. 

## Biographie

### Origines familiales et formation
Issu d'une famille de marchands de Juxue, en Basse-Navarre (le « royaume de Navarre » du nord à partir de 1512), connue depuis 1510, il est le fils d'Étienne de Rosteguy, conseiller du roi et seigneur de Lancre, et de Marguerite de Beziat de Nozières.
Il fait des études de droit et de théologie, d'abord en France, puis dans le royaume de Bohême[réf. nécessaire] et à Turin (principauté de Piémont, possession des ducs de Savoie).

### Carrière (1582-1609)
Le 3 août 1582, il devient conseiller au Parlement de Bordeaux, devenant collègue de Michel de Montaigne.
En 1588, il épouse Jeanne de Mons, petite-nièce de Montaigne.

### La mission en Labourd

#### Mise en place de la commission d'enquête (janvier-juin 1609)
Le 10 décembre 1608, le roi Henri IV, saisi par des habitants du Labourd (Bayonne et les villes de la côte, et à l'intérieur, Saint-Pée, Ascain, Ustaritz, La Bastide-Clairence), adresse au parlement de Bordeaux une lettre chargeant Pierre de Lancre d'aller sur place à la tête d'une commission d'enquête.
Le 17 janvier 1609, une deuxième lettre de Henri IV nomme deux commissaires : Jean d'Espagnet, « conseiller au Conseil d'État et président en notre cour du parlement de Bordeaux », et Pierre de Rosteguy de Lancre, « aussi notre conseiller en notre dite cour et parlement ». Après un échange de courrier entre le parlement et le roi, celui-ci émet une lettre de jussion datée du 18 février 1609, à la suite de laquelle le 5 juin 1609, le parlement enregistre les lettres royales des 17 janvier et 18 février.

#### Objectifs
Cette commission doit « purger le pays de tous les sorciers et sorcières sous l'emprise des démons », faire la lumière, en particulier à Saint-Jean-de-Luz, sur les actes et les mœurs réputés libres des femmes de marins en l'absence de leurs maris (marins-pêcheurs au long cours), et sur les comportements des guérisseuses et cartomanciennes.

#### La mission (2 juillet-1ernovembre 1609)
La mission débute le 2 juillet 1609 à Bayonne, mais Pierre de Rosteguy de Lancre se retrouve rapidement seul, le roi envoyant Jean d'Espagnet régler un différend entre pêcheurs français et espagnols.[réf. nécessaire]
À ce moment de l'année, les pêcheurs sont en mer du côté de Terre-Neuve.
Pierre de Lancre entend plusieurs centaines de témoins et fait procéder à des dizaines d'arrestations et d'exécutions.
Puis les pêcheurs rentrent à la fin du septembre et réagissent fermement, s'opposant par la force à certaines exécutions[réf. nécessaire]. La plus grande émeute a lieu lors de l'exécution de Marie Bonne.
Pierre de Lancre met fin à sa mission le 1er novembre 1609, contrairement aux ordres du roi. La mission a donc duré quatre mois.
Cependant, des femmes du Labourd accusées de sorcellerie restent emprisonnées au fort du Hâ à Bordeaux jusqu'en 1610. Elles viennent de nombreuses paroisses rurales et de villes, dont Dax[pas clair]. En 1613, il y en a encore qui attendent d'être jugées par le parlement de Bordeaux.
Pierre de Lancre est également connu pour une observation faite pendant sa mission concernant les bains de mer de Biarritz, qu'il juge contraires à la morale : « ce mélange de grandes filles et de jeunes pêcheurs qu'on voit à la côte en mandille, et tout nus en dessous, se pêle-mêlant dans les ondes […] ».

#### Historiographie et bilan de la mission
Cet épisode de chasse aux sorcières reste par la suite dans les mémoires, mais la légende va en amplifier les dimensions.
Reuss, dans un ouvrage sur la sorcellerie publié en 1872, parle de six cents personnes torturées, puis exécutées, parmi lesquelles des femmes, des enfants, des prêtres.
Les études publiées en 1938 dans la Revue du Musée de Bayonne, lors de la grande exposition de 1938 sur la sorcellerie, ramènent ces chiffres à soixante à quatre-vingts exécutions, après audition de 400 à 500 témoins à Saint-Pée-sur-Nivelle.

### Suite de sa carrière
En 1612, il devient conseiller du roi, membre du Conseil d'État.
Dans les années 1610, il écrit plusieurs ouvrages sur les sorcières.

### Mort et funérailles
Il meurt en 1631 à Loubens, près de La Réole.

## Succession
Il a, hors mariage, un fils connu sous le nom de père Bienassis[réf. nécessaire]..
Son frère Étienne de Rosteguy de Tastes laissant lui aussi un enfant naturel, ses héritiers seront les fils aînés des enfants de ses deux sœurs Catherine et Marie, respectivement mariées à Florimond de Raymond, conseiller au Parlement de Bordeaux, et à Jean-Jacques de Spens d'Estignols, tous deux conseillers au Parlement de Bordeaux, sous condition d'ajouter à leur nom celui de Lancre et d'écarteler leurs armoiries en y ajoutant ses armes : d'azur à 3 ancres d'or, posées 2 et 1.
Il convient donc de ne pas confondre ces trois familles Rosteguy de Lancre (éteintes au XVIIe siècle), Raymond de Lancre et de Spens d'Estignols de Lancre (branche cadette éteinte au XIXe siècle des barons de Spens d'Estignols).[pas clair]
Son neveu Jean-Jacques de Spens d'Estignols hérite du château de Tastes qui reste ensuite dans cette famille jusqu'au début du XIXe siècle. Ce château, rebaptisé château Malromé devient alors la propriété de la famille de Toulouse-Lautrec (c'est là que le peintre Henri de Toulouse-Lautrec meurt le 9 septembre 1901).

## Œuvres de Pierre de Lancre

### Sujets philosophiques
- Tableau de l'inconstance et instabilité de toutes choses (1607)
  - Tableau de l'inconstance et instabilité... revu et corrigé et augmenté d'un livre nouveau de l'inconstance de toutes les nations principales d'Europe (1610)
- Le Livre des princes contenant plusieurs notables discours pour l'instruction des roys, empereurs et monarques (1617)

### Démons et sorcellerie
- Tableau de l'inconstance des mauvais anges et démons : première édition en 1612, réédition en 1613[2] et en (1982) par les éditions Aubier, collection Palimpseste.
- Incrédulité et mescréance du sortilège plainement convaincue (1622)
- Du sortilège (1627)

### Pierre de Lancre, les «sorcières» et le «sabbat des sorcières»
À l'origine du mythe du « sabbat des sorcières », ses écrits ont contribué à véhiculer à travers les siècles une vision caricaturale et fantasmée de la « sorcière », séductrice, dansant nue et pactisant avec le diable : « Leurs cheveux voletant sur les épaules et accompagnants les yeux de façon qu’elles semblent beaucoup plus belles en cette naïveté et ont plus d’attraits. […] Elles ont cette belle chevelure, tellement à leur avantage que le soleil y étend ses rayons, l’éclat est aussi violent et forme d’aussi brillants éclairs qu’il fait dans le ciel. […] Elles sont aussi dangereuse en amour qu’en sortilège ». « Le Diable se représente en bouc au sabbat. […] Il s’accouple sous cette forme avec [les sorcières]. » Ses arguments sont parfois surprenants comme son analyse sur le Pays basque, qu'il finit par considérer dans son ensemble comme un pays de sorciers : « Et enfin c’est un pays de pommes, elles ne mangent que des pommes. […] Ce sont des Eve qui séduisent volontiers les enfants d’Adam. »

## Pierre de Lancre dans la littérature et les arts

### Littérature
- Eugène Green, L'Inconstance des démons (2015),
  - Le titre s'inspire directement de celui de l'ouvrage de Pierre de Lancre. Le roman évoque les questions de possession et de sorcellerie au Pays basque.
- Adrien Tomas, Assassin's Creed Fragments. Les sorcières des Landes (2022)
  - Ce roman évoque la mission de Pierre de Lancre au Labourd. Le lecteur suit la lutte entre le Templier Pierre de Lancre et la Confrérie des Assassins pour récupérer un suaire magique, capable de soigner les blessures et les maladies. Le récit prend le point de vue de deux sœurs, recrutées chacune dans une des deux factions.
- Nataly Laforge, Le diable n'est pas celui qu'on croit I. : Aimara, Ustaritz, Artodance, 2023  (ISBN 978-2-494307-22-3)
  - (Extraits du résumé de la notice BNF FRBNF47283875) Pierre de Lancre commence sa mission qui vise à « purger de tous les sorciers et sorcières sous l'emprise des démons ». Il prend beaucoup de plaisir à chasser les femmes de marins, les guérisseuses et les cartomanciennes du Labourd. A Saint-Pée-sur-Nivelle, Antonia sait qu'elle est en danger, tout comme ses amis guérisseurs et sa petite-fille Aimara qu'elle forme depuis plusieurs semaines

### Cinéma
- Les Sorcières d'Akelarre (Akelarre) de Pablo Agüero (2020), film basque espagnol qui s'appuie sur les éléments fournis par le livre Tableau de l'inconstance des mauvais anges et démons (1612)[3]. Le rôle de Pierre de Lancre y est tenu par Àlex Brendemühl.
- La série Filles du feu (2023), diffusée sur France 2, s'inspire en grande partie de la chasse aux sorcières qu'il a menée.

### Télévision
La mini-série française Filles du feu réalisée par Magaly Richard-Serrano, sur un scénario mi-historique mi-fantastique de Giulia Volli, Maïté Sonnet et Saskia Waledish, et diffusée la fin de l'été 2023 sur la chaîne France 2, met en scène Pierre de Lancre lors de sa mission meurtrière au Pays Basque en 1609. L'acteur Bruno Debrandt, qui campe le rôle du juge démonologue, décrit ainsi le personnage : « Il est terrifiant, à la fois enfantin et autoritaire. [...] Je me suis surtout demandé : « Qu’est-ce qu’un intégriste ? » Or, dans « intégriste », il y a « intègre ». Et, malheureusement, l’intégrisme part souvent d’une base sincère, totalement naïve et passionnelle, de personnes qui pensent que l’ordre doit être ainsi et pas autrement. »

### Ouvrages anciens
- Arnaud Communay, Le Conseiller Pierre de Lancre, Agen, Imprimerie Lamy, 1890 disponible sur Gallica

### Ouvrages récents
- « Aux confins du Royaume » : l'État moderne, la société basque et la sorcellerie au travers du regard de Pierre de Lancre (1553-1631), Bayonne, Colloque consacré à la sorcellerie, 2020, 21 p. (lire en ligne)
- Josane Charpentier, Petite histoire de la sorcellerie au Pays basque à l'époque de Pierre de Lancre, Cairn, 2019, 208 p. (ISBN 978-2-35068-796-4)
- Claude Labat, Sorcellerie ? Ce que cache la fumée des bûchers de 1609, Saint-Sébastien/Bayonne, Elkarlanean/Igela, 2009, 96 p.  (ISBN 9788497836616 et 8497836618) (OCLC 495056631)
- Jacques Ospital, La Chasse aux sorcières au Pays basque en 1609, Urrugne, Piperrak, 2009  (ISBN 978-2-35660-000-4) (BNF FRBNF41459448)
- Joëlle Dusseau, Le Juge et la Sorcière, 2002
- François Bordes, Sorciers et sorcières en Gascogne et Pays basque, 1999
- Roland Villeneuve, Les Procès en sorcellerie, 1979
- Beñat Zintzo-Garmendia, Histoire de la sorcellerie en pays basque : les bûchers de l'injustice, Privat, 2022, 796 p. (ISBN 9782708902510)